# Psychotria yapaensis
Psychotria yapaensis är en måreväxtart som beskrevs av Seymour Hans Sohmer. Psychotria yapaensis ingår i släktet Psychotria och familjen måreväxter. Inga underarter finns listade i Catalogue of Life.